# أوجان (آراغاتسوتن)
مدينة أوجان (بالإنجليزية: Ujan) هي إحدى المدن التابعة لمقاطعة آراغاتسوتن في أرمينيا. يقدر عدد سكانها بـ 3587 نسمة حسب الإحصاء الذي جرى عام 2011.

## أعلام
- أبو سعيد بهادر خان